# Talk Talk Talk
Ne doit pas être confondu avec Talk ou Talk Talk.
Albums de The Psychedelic Furs
The Psychedelic Furs (en)
(1980) Forever Now (en)
(1982)
Talk Talk Talk est le deuxième album studio du groupe britannique The Psychedelic Furs, sorti le 6 juin 1981.

## L'album
Un des ingénieurs du son participant à la production de cet album est Phil Thornalley.
Le titre Pretty in Pink connaît un nouveau succès en 1986 en apparaissant dans le film Rose bonbon de Howard Deutch. L'album est le premier du groupe a accéder au hit-parade américain. Il atteint la 89e place du classement pop-album de Billboard en 1981. Il est cité dans l'ouvrage de référence de Robert Dimery Les 1001 albums qu'il faut avoir écoutés dans sa vie.

### Liste des titres
Tous les titres sont de Richard Butler, John Ashton, Roger Morris, Tim Butler, Duncan Kilburn et Vince Ely.
1. Dumb Waiters (5:04)
2. Pretty in Pink (3:58)
3. I Wanna Sleep With You (3:18)
4. No Tears (3:16)
5. Mr Jones (4:03)
6. Into You Like A Train (4:35)
7. It Goes On (3:52)
8. So Run Down (2:51)
9. I Wanna Sleep with You (3:17)
10. All of This and Nothing (6:25)

### Musiciens
- Richard Butler : voix
- John Ashton : guitares
- Roger Morris : guitares
- Tim Butler : basse
- Duncan Kilburn : saxophone, claviers
- Vince Ely : batterie, percussions